# Giant Steps
Giant Steps là album phòng thu thứ năm của nhạc sĩ jazz John Coltrane với vai trò chỉ huy, phát hành năm 1960 qua Atlantic Records. Đây là album đầu tiên của ông cho hãng đĩa mới Atlantic. Giant Steps trở thành một album đột phá với Coltrane, và nhiều track đã trở thành khuôn mẫu luyện tập cho các nhạc công saxophone jazz. Năm 2004, nó trở thành một trong năm mươi đĩa thu được Thư viện Quốc hội Hoa Kỳ chọn để thêm vào National Recording Registry.

## Tiếp nhận
| Đánh giá chuyên môn                 | Đánh giá chuyên môn |
| Nguồn đánh giá                      | Nguồn đánh giá      |
| Nguồn                               | Đánh giá            |
| ----------------------------------- | ------------------- |
| Allmusic                            | [ 4 ]               |
| Down Beat                           | [ 5 ]               |
| Jazz Times                          | (tích cực)          |
| Penguin Guide to Jazz               | [ 7 ]               |
| The Rolling Stone Album Guide       | [ 8 ]               |
| Virgin Encyclopedia                 | [ 9 ]               |
| The Rolling Stone Jazz Record Guide | [ 10 ]              |

The Penguin Guide to Jazz gọi album này là "đĩa nhạc biểu tượng thực sự đầu tiên của Trane." Năm 2003, Giant Steps được xếp ở vị trí số 102 trên danh sách 500 album vĩ đại nhất của Rolling Stone.
Ngày 3 tháng 3 năm 1998, Rhino Records tái bản Giant Steps như một phần của loạt Atlantic 50th Anniversary Jazz Gallery. Ấn bản này có 8 track đi kèm, năm trong số này đã xuất hiện trong album tổng hợp Alternate Takes (1975), ba track còn lại có mặt trong box set The Heavyweight Champion: The Complete Atlantic Recordings (1995).

## Danh sách nhạc khúc
Tất cả nhạc phẩm được sáng tác bởi John Coltrane.

### Mặt một
| STT | Nhan đề       | Thời lượng |
| --- | ------------- | ---------- |
| 1.  | "Giant Steps" | 4:43       |
| 2.  | "Cousin Mary" | 5:45       |
| 3.  | "Countdown"   | 2:21       |
| 4.  | "Spiral"      | 5:56       |

### Mặt hai
| STT | Nhan đề               | Thời lượng |
| --- | --------------------- | ---------- |
| 1.  | "Syeeda's Song Flute" | 7:00       |
| 2.  | "Naima"               | 4:21       |
| 3.  | "Mr. P.C."            | 6:57       |

### Track đính kèm lần tái bản 1998
| STT | Nhan đề                                    | Thời lượng |
| --- | ------------------------------------------ | ---------- |
| 8.  | "Giant Steps" (phiên bản thay thế 1)       | 3:41       |
| 9.  | "Naima" (phiên bản thay thế 1)             | 4:27       |
| 10. | "Cousin Mary" (phiên bản thay thế)         | 5:54       |
| 11. | "Countdown" (phiên bản thay thế)           | 4:33       |
| 12. | "Syeeda's Song Flute" (phiên bản thay thế) | 7:02       |
| 13. | "Giant Steps" (phiên bản thay thế 2)       | 3:32       |
| 14. | "Naima" (phiên bản thay thế 2)             | 3:37       |
| 15. | "Giant Steps" (phiên bản thay thế)         | 5:00       |

## Thành phần tham gia
- John Coltrane — tenor saxophone
- Tommy Flanagan — piano
- Wynton Kelly — piano trong "Naima"
- Paul Chambers — bass
- Art Taylor — trống
- Jimmy Cobb — trống trong "Naima"
- Cedar Walton — piano trong các phiên bản thay thế của "Giant Steps" và "Naima"
- Lex Humphries — trống trong các phiên bản thay thế của "Giant Steps" và "Naima"

### Thành phần sản xuất
- Nesuhi Ertegün — sản xuất
- Tom Dowd, Phil Iehle — kỹ thuật viên
- Lee Friedlander — nhiếp ảnh
- Marvin Israel — thiết kế bìa
- Nat Hentoff —ghi chú bìa
- Bob Carlton, Patrick Milligan — giám sát tái bản
- Bill Inglot, Dan Hersch — remaster kỹ thuật số
- Rachel Gutek — thiết kế tái bản
- Hugh Brown — chỉ đạo nghệ thuật tái bản
- Vanessa Atkins, Steven Chean, Julee Stover — reissue editorial supervision
- Ted Meyers, Elizabeth Pavone — reissue editorial coordination

### Lịch sử phát hành
- 1960 — Atlantic Records SD 1311, đĩa vinyl
- 1987 — Atlantic Records, CD thế hệ đầu
- 1994 — Mobile Fidelity Gold CD
- 1998 — Rhino Records R2 75203, CD Deluxe Edition và vinyl 180-gram